# El amor brujo
El amor brujo (deutsch: Liebeszauber) ist der Titel eines einaktigen Balletts mit Gesang des spanischen Komponisten Manuel de Falla aus dem Jahr 1915. Das Libretto stammt von Gregorio Martínez Sierra, uraufgeführt wurde es in der endgültigen Fassung am 28. März 1916 im Teatro Lara, Madrid, in der Choreografie von Pastora Imperio. Von dem Stück existieren aufgrund seiner großen Beliebtheit mehrere Fassungen und Bearbeitungen. Der Regisseur Carlos Saura legte 1985 eine 1986 erschienene Verfilmung des Werkes vor. Die Rechte für das Ballett und der Tanzsuite liegen heute beim Musikverlag Chester Music, London und für Frankreich bei Max Eschig, Paris.

## Handlung und Personen
De Falla begann die Arbeit an dem (angeblich durch die Soleares-Gesänge des „La Morilla“ genannten Hausmädchens der Familie de Falla inspirierten) Stück 1914 mit dem ursprünglichen Titel Gitanería („Zigeunermusik“) für eine Tanzgruppe und 14 Musiker, die musikalisch auf dem Cante jondo (einfacher andalusischer Volksgesang) basierte. Er widmete das verschiedene Flamencorhythmen enthaltende Stück der Tänzerin und Sängerin Pastora Imperio. Die Madrider Aufführung am 15. April 1915 war kein Erfolg. Danach überarbeitete und kürzte er das Stück, entfernte die gesprochenen Dialoge und komponierte drei kurze Gesänge für Mezzosopranstimme. Mit dem neuen Titel El amor brujo wurde es sehr erfolgreich. Die Szenerie spielt in Andalusien im Milieu spanischer Gitanos, ihren Riten und ihrer Musik. Eine junge Frau, Candela, wird von dem eifersüchtigen Geist ihres toten Geliebten (in einer anderen Version ist es ihr Ehemann), der zu Lebzeiten untreu war, im Grab aber keine Ruhe finden kann, immer dann gestört und belästigt, wenn sie mit ihrem neuen Freund, Carmelo, zusammen ist. Alle Beschwörungen, rituellen Feuertänze und Gesänge nützen nichts, erst als sich dem Geist eine neue Frau, Candelas Freundin Lucia, die nichts dagegen hat, sich mit ihm zu vergnügen, anbietet, können sich Candela und Carmelo lieben.
- Candelas: eine junge Frau
- Lucia: ihre Freundin
- Carmelo: Candelas neuer Geliebter
- Geist oder Gespenst von Candelas totem Geliebten (Ehemann)
- eine Hexe und andere Figuren

## Tänze und Gesänge
De Falla sieht für das Werk ein Orchester bestehend aus zwei Flöten, einer Oboe, zwei Klarinetten, einem Fagott, zwei Hörnern, zwei Trompeten, Pauken, einer Streichergruppe und Klavier vor. Das Ballett besteht aus einem Akt in sechs Szenen:
- Introducción, Escena, En la cueva, Canción del amor dolido (Einleitung, Szene, in der Höhle, Lied über die verletzte Liebe)
- El aparecido, Danza del terror (Der Geist, Tanz des Schreckens)
- El círculo mágico, Romance del pescador (Der Zauberkreis, Erzählung des Fischers)
- A media noche, Los sortilegios, Danza ritual del fuego (mitternächtliche Zauberei, ritueller Feuertanz)
- Escena, Canción del fuego fatuo (Szene mit dem Lied vom Irrlicht)
- Pantomima, Danza del juego del amor, Canción de la bruja fingida, Final, El toque de campanas (Campanas del amanecer) (Pantomime, Tanz des Liebesspiels, Lied der falschen Hexe, Finale mit dem Läuten der Morgenglocken)

De Falla hat auch eine Suite mit der Musik des Werkes zusammengestellt und 1920 veröffentlicht, aus der der rituelle Feuertanz eines seiner bekanntesten Stücke ist und auch heute noch oft in Konzerten gespielt wird. Die Suite hat die Sätze:
- Introducción y escena: Allegro furioso, man non troppo vivo, 3/4-Takt, Tonart e-Moll
- Chez les gitanes, la noche: Tranquillo e misterioso, 3/4-Takt, As-Dur
- Canción del amor dolido (für Mezzosopranstimme): Allegro, 3/4-Takt, c-Moll
- El Aparecido: Vivo, man non troppo, 2/4-Takt
- Danza del terror: Allegro ritmico, dann furioso ritmico, 2/4-Takt
- El circolo mágico, Romance del pescador: Andante molto tranquillo, 3/4-Takt
- A media noche, Los sortilegios: Lento e lontano, 4/4-Takt
- Danza ritual del fuego: Allegro man non troppo e pesante, 2/4-Takt, a-Moll
- Escena: Poco moderato, 3/4-Takt
- Canción del fuego fatuo (für Mezzosopran): Vivo, 3/8-Takt, h-Moll
- Pantomima: Allegro, 3/4-Takt, dann Andantino tranquillo, 6/8, e-Moll
- Danza de juego de amor (für Mezzosopran): Allegretto mosso, dann Poco più mosso, 3/8-Takt
- Final (für Mezzosopran): Allegretto tranquillo, dann Largamente, 4/4-Takt, A-Dur

## Film
1967 erschien eine Filmversion des Stoffes von Francisco Rovira Beleta, die für den Oscar/Bester fremdsprachiger Film nominiert wurde.
Carlos Saura inszenierte unter Mitwirkung von Antonio Gades El amor brujo (dt. Titel: Liebeszauber) 1985 als Musik- und Tanzfilm. Es ist der letzte Teil seiner Tanztrilogie nach der Bluthochzeit 1981, nach Federico García Lorcas Stück mit gleichem Titel und Carmen 1983 nach Georges Bizets gleichnamiger Oper mit denselben Darstellern. Der Film El amor brujo gewann in drei Kategorien den Preis Goya 1987.